# Vila Alpina
A Vila Alpina é um bairro no distrito de Vila Prudente, na Zona Leste da cidade de São Paulo. O bairro chamado de Vila Alpina, antes Villa Alpina e antes ainda de Vila Toni recebeu esta denominação pelo fato de estar situado sobre uma montanha e por ter uma forte predominância de imigrantes europeus, estabelecendo uma relação com os Alpes, a maior cadeia montanhosa da Europa. O bairro é classificado pelo CRECI como "Zona de Valor D", assim como outros bairros da capital: Casa Verde, Carandiru e Brás.

## História
O primeiro registro encontrado na Prefeitura do município de São Paulo sobre o loteamento denominado 'Vila Alpina' data de 03 de Setembro de 1921. Os imigrantes que chegavam seguiam direto para as lavouras de café - o chamado ouro verde - fazendo prosperar o interior paulista, mas aos poucos retornavam à capital tornando-se operários nas grandes fábricas. A cidade de São Paulo era então o símbolo do progresso. Seu slogan na época era “A Cidade que mais cresce no Mundo.” Vicente Giacaglini, homem de visão, percebeu que poderia fazer grandes negócios na região e tornou-se proprietário dessa extensa área de terra. Resolveu lotear tudo e assim criou um novo bairro, já que não faltariam compradores para uma área tão bem localizada. Pela sua topografia que lembrava os alpes suíços e italianos, resolveu batizá-lo com o nome de Vila Alpina.
Uma estreita ponte de madeira foi construída sobre o rio Tamanduateí na divisa com São Caetano do Sul, ligando a Rua Dr. Vicente Giacaglini, ex-Avenida Giacaglini, na Vila Alpina à Rua Municipal, do outro lado do rio. Ali floresceu o primeiro núcleo comercial de nosso bairro. Mais tarde, uma nova ponte de concreto substituiu a ponte de madeira, em razão do elevado trânsito de pedestres e veículos. A Rua Barão de Tramandaí era a Avenida Central, idealizada para ser a principal rua de comércio do bairro. De fato, no começo havia nesta rua um grande número de estabelecimentos comerciais, com destaque para a Padaria de Dona Esperança, na esquina com a Rua Taicuré, além de diversos bares e armazéns de secos e molhados. Além das olarias, destacavam-se os armazéns que vendiam carvão e querosene, produtos importantes para cozinhar, aquecer e iluminar as residências. A maioria das vendas era na base da caderneta, permitindo que a população pagasse sua contas com o dinheiro recebido no dia do pagamento. Não seria exagero dizer que esta era a época do pleno emprego. Os nossos logradouros públicos tinham nomes simples, por exemplo, a Praça Coronel Mello Gaia, que era chamada de Flor do Morro. A maioria das ruas eram designadas por número; Rua Oito, Rua Dez e assim por diante.
Como não havia outro meio de transporte a não ser o trem, a estação ferroviária em São Caetano era sempre um mar de gente. As ruas de Vila Alpina eram sempre movimentadas desde a madrugada até altas horas da noite por pessoas indo e voltando o tempo todo. Pela manhãs o movimento aumentava. As pequenas chaminés das casas simples exalavam o aroma do café forte sendo preparado em fogões de lenha ou carvão, marcando o início de nova jornada de trabalho. As ruas não eram asfaltadas e não havia calçadas, guias, sarjetas nem iluminação pública. O chão era de saibro - espécie de barro branco muito escorregadio. A garoa que caía todas as manhãs, apesar de dar um toque londrino à paisagem, tornava a caminhada difícil. As pessoas andavam segurando-se nos muros de ripa das casas; as moças tiravam seus sapatos e caminhavam descalças até as proximidades da estação, quando então tiravam o barro dos pés e voltavam a calçar os sapatos.
Quase todas as casas tinham jardim na frente, um detalhe pitoresco na ocasião. Um costume trazido dos países europeus, origem dos imigrantes que aqui aportavam. Era uma razão a mais para deixar a Vila Alpina ainda mais parecida com lugarejos da velha Europa. Sotaques carregados e jeitos diferentes de falar davam à Vila Alpina um ar cosmopolita, uma verdadeira mistura de raças. O que mais se ouvia pela ruas eram os carvoeiros com seus pregões, vendendo seu produto em carroças que atolavam pela ruas barrentas. Os carro tinham que usar correntes nos pneus e mesmo assim deslizavam como se estivessem andando sobre neve. Com o passar do tempo foi possível trazer os ônibus até a Flor do Morro. Ali faziam ponto final os veículos da Transportadora Paulista - empresa que operou em nossa região até os anos setenta.
Começava então a se intensificar o comércio na Rua Costa Barros, desmembrada da Rua Doutor Vicente Giacaglini, tal qual como a conhecemos em nossos dias, com seu movimentação típica, inúmeras agências bancárias, restaurantes, farmácias, supermercados, magazines, lojas de roupas da moda e profissionais liberais, como médicos, dentistas e advogados. Hoje nosso bairro mudou muito, para melhor. O Jardim Avelino é uma das áreas nobres da cidade de São Paulo, com edifícios e casas de alto padrão, que abrigam personalidades do campo esportivo, político, artístico e empresários. Aí estão localizados o Centro Educacional de Vila Alpina, o Senai, o Crematório - que foi o primeiro da América Latina, o Cemitério São Pedro e ainda o Hospital de Vila Alpina - que é um ponto de referência do atendimento médico na Capital, heliponto e o Parque Ecológico de Vila Alpina, extensa área de lazer para a população. Além disso, a proximidade da Avenida Luiz Ignácio de Anhaia Mello oferece a opção de acesso rápido às principais rodovias e várias regiões da cidade.
O Jardim da Figueira - outro loteamento novo e moderno - abriga construções de bom padrão e valoriza a região. O novo traçado do rio Tamanduateí acabou com a ponte e o comércio ali existente desapareceu com as desapropriações. Em contrapartida, a Avenida do Estado - que margeia o Tamanduateí - tornou-se uma via de acesso rápido para o ABC e o centro da cidade e vai se transformando num corredor de grandes empreendimentos, trazendo comodidade e conforto.

## Matriz Paroquial Nossa Senhora do Carmo
No dia 8 de dezembro de 1946, os padres Oblatos assumem a Paróquia Nossa Senhora do Carmo tendo a presença do Cardeal Arcebispo de São Paulo, Dom Carlos Carmelo de Vasconcelos Mota. Sob a invocação da padroeira Nossa Senhora do Carmo - pródiga em espalhar bênçãos e graças - teve início a nova paróquia, tendo como seu primeiro vigário o Revmo. Padre João Lyons, O.M.I., que tomando posse a 15 de dezembro de 1.946, iniciou seu apostolado no meio dos habitantes de Vila Alpina. Auxiliaram-no também os Revmos Padres Guilherme Lindekugel e Jaime Nickerson, O.M.I.
Batalhadores do amor à Deus e ao próximo, levaram ao povo de Vila Alpina uma vida espiritual intensa. Esta igreja foi erguida graças a uma terra doada pelo Dr. Vicente Giacaglini, que era muito devoto a santa. Esta foi benzida pelo Cardeal no dia 13 de março de 1.949.

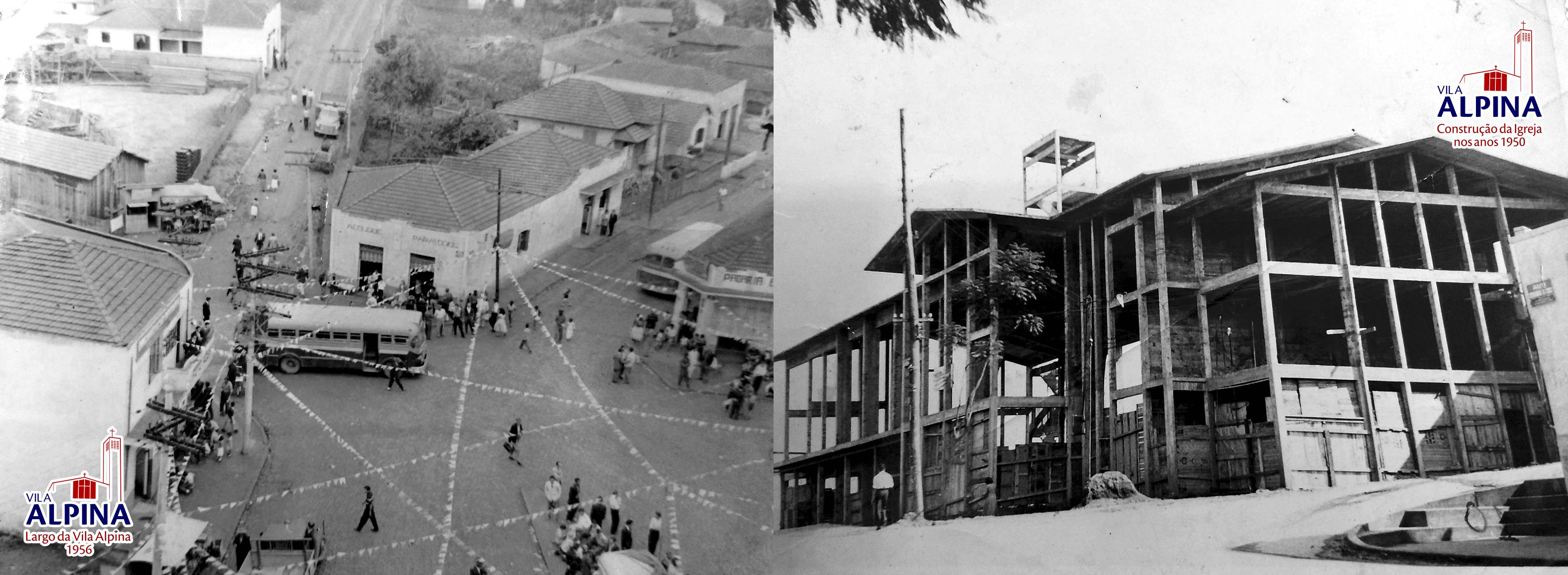
Paróquia Nossa Senhora do Carmo - Praça Coronel Melo Gaia, s/nº, Vila Alpina.

## O Logotipo
Assim como no bairro, o elemento central do logotipo é a Igreja, que foi uma das primeiras e principais construções do local. Ao redor efeitos como se fosse raios solares refletindo nos alpes, que aparece no fundo com forte predominância de cores de típicas europeias e do barro das olarias.
A Vila Alpina é um bairro no distrito de Vila Prudente, na cidade de São Paulo. O bairro chamado de Vila Alpina, antes Villa Alpina e antes ainda de Vila Toni recebeu esta denominação pelo fato de estar situado sobre uma montanha e por ter uma forte predominância de imigrantes europeus, estabelecendo uma relação com os Alpes, a maior cadeia montanhosa da Europa.

## Atualidade
No bairro estão localizados o Hospital Estadual de Vila Alpina, o Cemitério da Vila Alpina e o Crematório Municipal Doutor Jayme Augusto Lopes, que é atualmente o único crematório da capital paulista. Apesar de referência, ambos estão situados entre o Jardim Independência, no distrito do São Lucas e o Jardim Avelino, bairros vizinhos.
A Vila Alpina junto à Vila Bela e Vila Zelina formam a maior colônia de imigrantes russos de São Paulo e se tornam perceptíveis esses traços na população local e na arquitetura das residências e igrejas ortodoxas que compõem a paisagem do bairro.

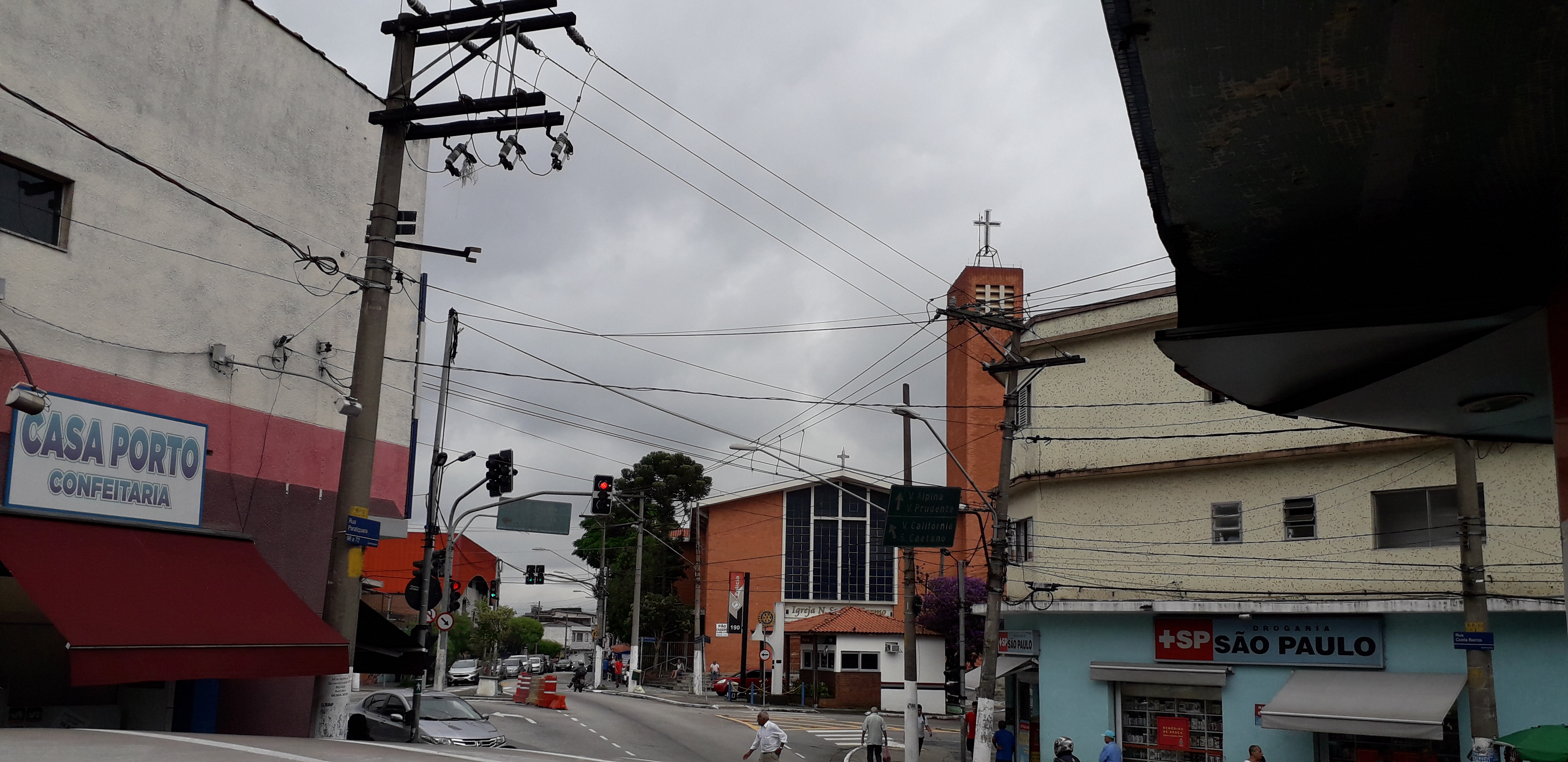
Praça Coronel Mello Gaia, mais conhecida por Largo de Vila Alpina, com destaque para a Igreja Nossa Senhora do Carmo.

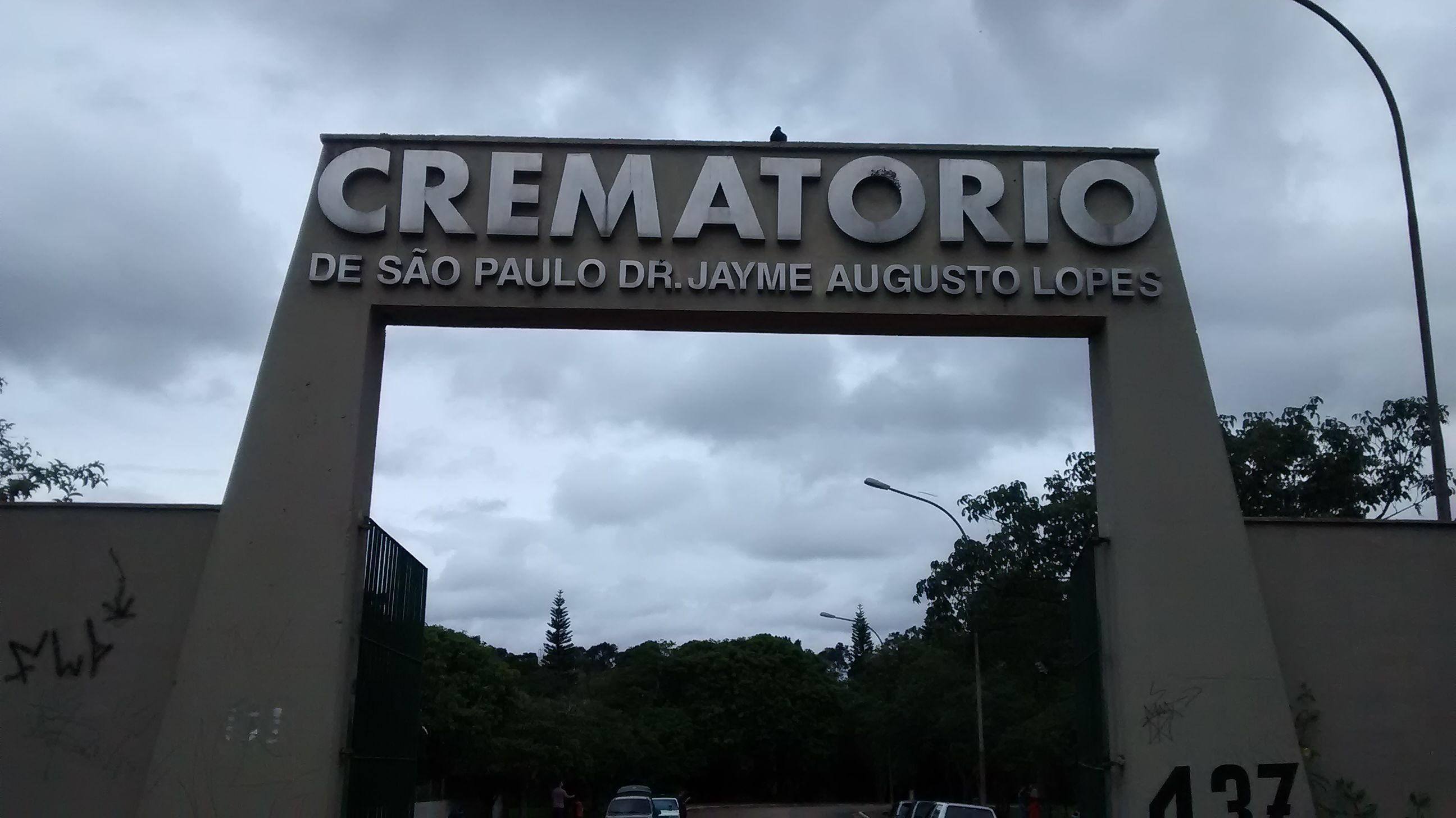
Portão de entrada do Crematório Doutor Jayme Augusto Lopes, o primeiro crematório público de São Paulo e do Brasil.

## Localização

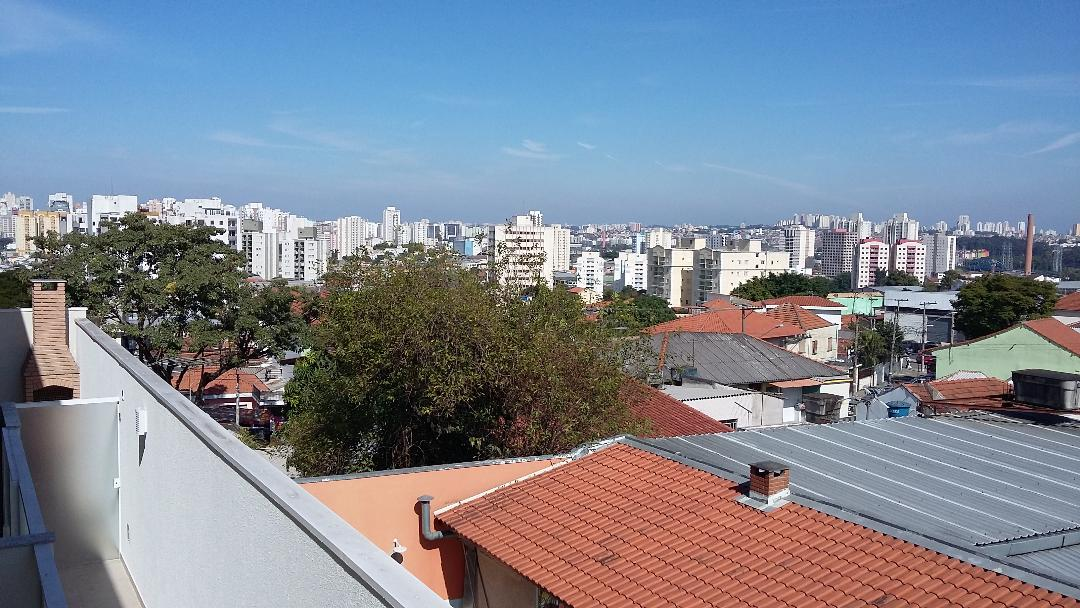
Panorama da divisa entre os bairros da Vila Alpina e Vila Bela (Vila Prudente), com a cidade de São Caetano do Sul em segundo plano.

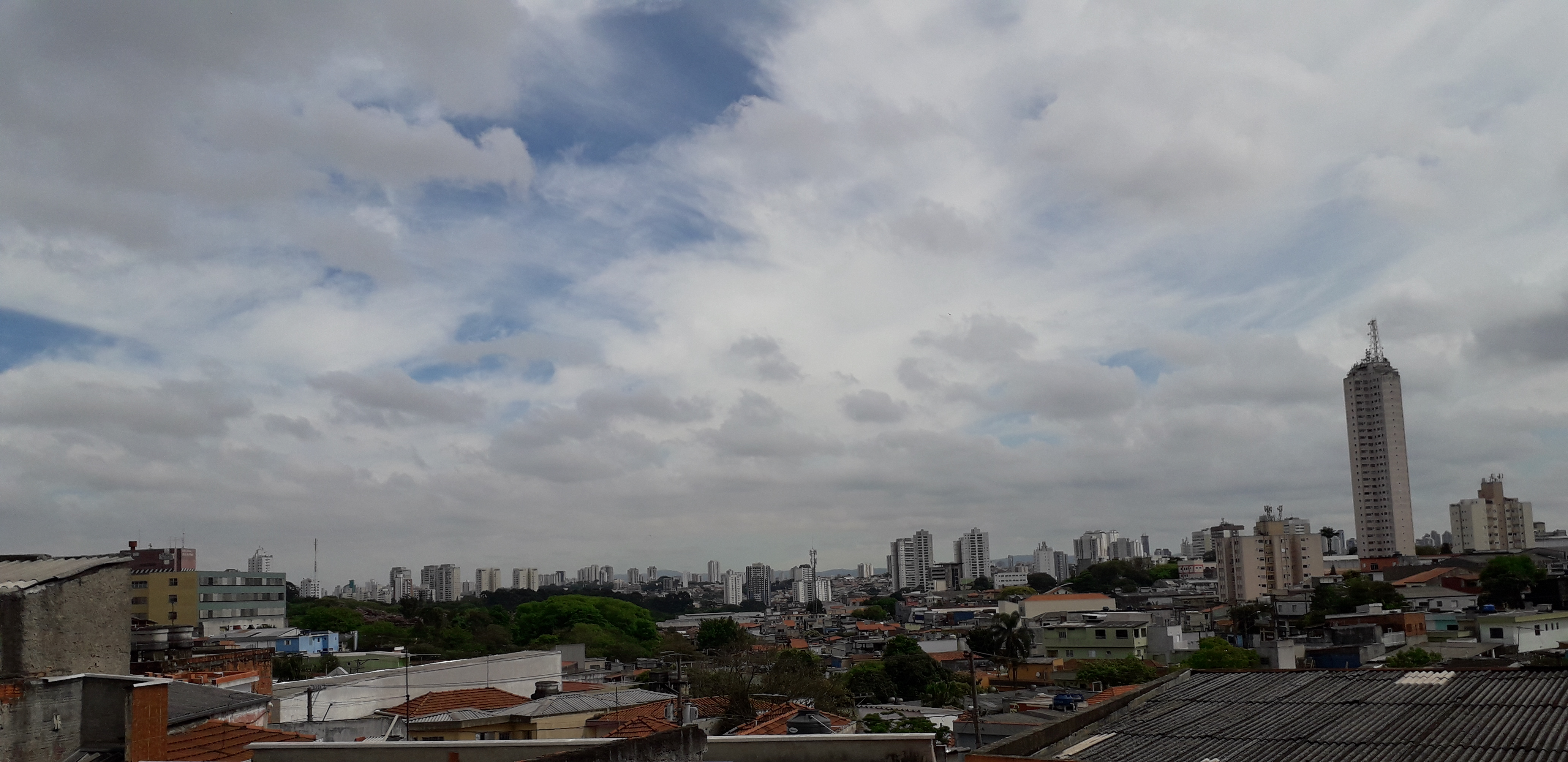
Divisa da Vila Alpina com o Jardim Independência (São Paulo), a norte do bairro.

Faz limite com o distrito de São Lucas, e está situado próximo à cidade de São Caetano do Sul. Seu principal ponto de comércio é a Rua Costa Barros, a qual tem início nos arredores do Largo da Vila Alpina, no alto do bairro, e fim a apenas alguns metros da divisa com São Caetano do Sul, já no bairro Olaria.

A Vila Alpina tem a oeste sua divisa com a Vila Bela (Vila Prudente) e a Vila Lúcia (arredores da Vila Zelina), a noroeste com o Jardim Avelino, a norte com o Jardim Independência (São Paulo), a nordeste com a Vila Macedópolis, a leste com o Parque São Lucas, a sudeste com a Vila Califórnia e o Sítio da Figueira, a sul com o bairro da Fundação (São Caetano do Sul), já na cidade de São Caetano do Sul e a sudoeste com o Jardim Ibitirama. Dista-se do Marco zero da cidade de São Paulo a 11 Km.

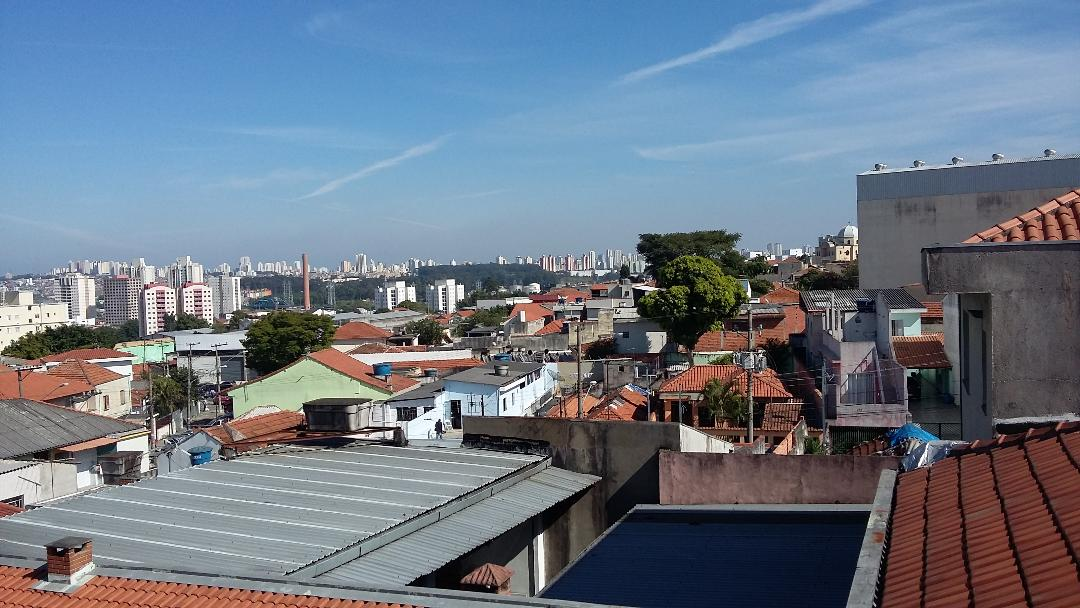
Vista da Vila Alpina para o bairro da Vila Bela (Vila Prudente) e para a cidade de São Caetano do Sul ao fundo.

## Esportes e Clubes da Região
A Vila Alpina tem alguns clubes antigos e bem conhecidos como o Vila Alpina (A.V.A.) fundado no dia 06 de Junho de 1936; assim como o E.C. Nacional de Vila Alpina fundado em 04 de Setembro de 1947 e também o Flor Vila Alpina F.C. (FVAFC) com data de fundação em 15 de junho de 1952, Botafogo da Vila Bela fundado em 04 de Abril de 1946, Colombo, EC Vila Bela; estes ainda em atividade, ainda teve o Galo de Ouro, Copa do Mundo, Esquema, C.A. Linense de Vila Alpina, Jardim Independência F.C, Grêmio Esportivo Renner Vila Alpina, Fluminense Vila Bela, Esporte Clube São José da Vila Zelina, entre outros mais nessa época o Futebol de Várzea tinha muitos qualidade e era um celeiro de jogadores e ainda hoje tem novas agremiações que iremos lembrar de todos.
Tem ainda os Clubes Esportivos com sedes sociais como o Sociedade Amigos Vila Alpina (S.A.V.A.), Sociedade Amigos de Vila Alpina (SAVALP) e Atlético Vila Alpina (AVA), C.D.C.U.S. Vila Bela / Clube de Bocha Vila Alpina, EC Vila Bela entre outros.